# John Constantine
John Constantine (pronunciado [ˈkɒnstəntaɪn]) es un personaje ficticio y antihéroe que aparece en los cómics estadounidenses publicados por DC Comics bajo el sello Vertigo. Constantine apareció por primera vez en Swamp Thing #37 (junio de 1985) y fue creado por Alan Moore, Steve Bissette y John Totleben.
El titular Hellblazer Constantine es un brujo de clase trabajadora, detective oculto y estafador de Liverpool que está estacionado en Londres. Es conocido por su cinismo infinito, ingenio inexpresivo, astucia despiadada y tabaquismo empedernido constante, pero también es un humanitario apasionado impulsado por un sincero deseo de hacer algo bueno en su vida. Originalmente un personaje secundario que desempeñó un papel fundamental en la historia de Swamp Thing "American Gothic", Constantine recibió su propio cómic en 1988. El músico Sting fue una inspiración visual para el personaje.
La serie Hellblazer fue el título más exitoso y de mayor duración del sello Vertigo de DC.Empire clasificó a Constantine en tercer lugar en sus 50 personajes de historietas más grandes de todos los tiempos, mientras que IGN lo ubicó en el puesto 29 en sus 100 mejores héroes de historietas, y el personaje ocupó el puesto número 10 en la lista de los 200 personajes de historietas de Wizard todo el tiempo.
El personaje hizo su debut de acción real en la película Constantine (2005), interpretado por Keanu Reeves. En televisión, Constantine fue interpretado en la serie de televisión Constantine por Matt Ryan, quien luego repitió el personaje en las series de Arrowverso Arrow, Legends of Tomorrow y The Flash, y varias producciones animadas. Más tarde, Jenna Coleman interpretó una versión femenina del personaje (y su antepasado) en la serie de televisión The Sandman, adaptando los papeles de ambos Constantines de la serie cómica.
Algunos escritores que han escrito sus historias afirman haberlo “visto”.

## Creación y concepción
Constantine apareció por primera vez en 1985 como un personaje secundario en la serie de terror The Saga of the Swamp Thing, en la que actuaba como "asesor espiritual" de La Cosa del Pantano.
Estas primeras apariciones retrataban a Constantine como un hechicero de moralidad cuestionable, cuya apariencia se basaba en el músico Sting (específicamente, en las actuaciones de este último en las películas Brimstone and Treacle y Quadrophenia (película)). Alan Moore creó al personaje después de que los artistas Stephen R. Bissette y John Totleben, que eran fanes de The Police, expresaran su deseo de dibujar un personaje que se pareciera al cantante. De hecho, aunque el personaje es nombrado por primera vez en el número 37 de The Saga of the Swamp Thing, ambos artistas ya habían dibujado a un personaje similar a Sting, una figura brevemente divisada en el fondo de una viñeta, vestida con una camiseta a rayas negras y rojas, en el número 25 de la colección, que fue declarada retroactivamente como John Constantine. En estas primeras apariciones, la semejanza del personaje con el cantante era muy acentuada, hasta el punto de que, en el número 51 de The Saga of the Swamp Thing, Constantine aparece en una barca con el nombre "el honorable Gordon Sumner" escrito en la popa. El debut oficial de John Constantine no se produciría hasta el número 37 de The Saga of the Swamp Thing, dibujado por Rick Veitch, si bien el número cuatro de Crisis en Tierras Infinitas, su segunda aparición oficial, se publicó dos semanas antes del número antes mencionado. En Crisis en Tierras Infinitas, escrita por Marv Wolfman y dibujada por George Pérez, Constantine viste un traje verde, en oposición a sus característicos traje negro y gabardina beige. Moore considera que Constantine surgió de varias "buenas ideas... sobre asesinos en serie, sobre la Mansión Winchester, y... querer dibujar a Sting en la historia." Ante estas ideas deslavazadas, consideradas como un "gran rompecabezas intelectual", Constantine fue el resultado de "encajarlo todo junto". Creado inicialmente "puramente para meter a Sting en la historia", en la San Diego Comic-Con de 1985 Moore diría que "ahora mismo se está convirtiendo en algo más". La contribución de Veitch consistió en ponerle un pendiente a Constantine, algo que consideraba arriesgado para 1985.
Preguntado en 1985 sobre las similitudes entre John Constantine y el Barón Winters (de la serie Fuerza Nocturna, creada por Marv Wolfman y Gene Colan), Moore reveló que era un “gran fan” de Wolfman y Fuerza Nocturna, pero que no había “ninguna intención de plagiar al Barón Winters”. Dijo:
| “ | Con Constantine, no sé en lo que estaba pensando. Solo quería este personaje que lo sabe todo, y conoce a todo el mundo. Realmente carismático. Que conoce a monjas, políticos y moteros, y que siempre sabe lo que hacer. Supongo que hay una similitud con el Barón Winters en que ambos son personajes manipuladores que tiene un montón de agentes trabajando para él. | ” |

Constantine y Winters se encontraron durante la etapa de Moore en The Saga of the Swamp Thing y de nuevo en Los libros de la magia, de Neil Gaiman.
En una conversación con Wizard en 1993, Moore dijo:
| “ | Una de esas constantes tempranas era que ambos querían crear un personaje que se pareciera a Sting. Creo que a DC le aterroriza que Sting les demande, aunque Sting ha visto el personaje y comentó en Rolling Stone que le pareció genial. Se sentía muy halagado por tener un personaje de cómic que se pareciera a él, pero DC se pone nerviosa con estas cosas. Empezaron a erradicar toda huella de las referencias en la presentación de la serie de La Cosa del pantano a la similitud entre John Constantine y Sting. Pero puedo asegurar categóricamente que el personaje solo existía porque Steve y John querían hacer un personaje que se pareciera a Sting. Teniendo este reto, ¿Cómo podía encajar a Sting en La Cosa del pantano? Tengo la sensación de que la mayoría de los místicos en los cómics son, en general, gente mayor, muy austera, muy de clase media en muchos sentidos. No son para nada funcionales en la calle. Se me ocurrió que podía ser interesante, por una vez, crear un hechicero de clase obrera. Alquien callejero, de clase trabajadora, y con un trasfondo diferente a los místicos del cómic convencionales. Constantine empezó a evolucionar desde ahí.\|” |

En 1988, Constantine consiguió su propia serie, Hellblazer. En 1993, con el lanzamiento de Vertigo, Hellblazer se convirtió en una publicación oficial de la línea. Se convirtió en el título de Vertigo más longevo. Antes del lanzamiento de la línea, Constantine había aparecido en varios títulos del Universo DC, pero durante muchos años la política editorial prohibió el uso de Constantine fuera de Vértigo. Dicha política se revirtió en 2011, cuando una versión de Constantine apareció en el crossover El día más brillante, y su spin-off, El día más brillante: La búsqueda de la Cosa del Pantano. Peter Milligan le incluyó en la alineación de la serie Liga de la Justicia Oscura, perteneciente a la línea The New 52. Milligan empezó a escribir Justice League Dark mientras también escribía Hellblazer, todavía perteneciente a la línea Vértigo, por lo que se convirtió en guionista de las dos series al mismo tiempo. Milligan declaró a Newsarama:
| “ | Sí. Lo siento. Me sentí bastante mal y era bastante extraño, sentarme en unas cuantas mesas redondas y dando varias entrevistas donde no podía decir que escribiría a Constantine para el Universo DC. Tengo que decir, sin embargo, que eso no cambió lo que dije, que todavía mantengo. Principalmente que, por lo que a mí respecta, es importante que el Constantine de Vertigo y el Constantine del Universo DC se mantengan separados, sin ningún tipo de cross-over. El Constantine del Universo DC tiene que se el tipo que conocemos y amamos, con sus mismas deficiencias. De lo contrario, ¿qué sentido tiene utilizarle? Pero, tal y como lo escribe, es un personaje más joven y quezas ha pasado por menos que el maltratado y envejecido llorón que nos encontramos en Vertigo. ¡A diferencia del Constantine que yo escribo en Vertigo, el tipo que vemos en Liga de la Justicia Oscura no está casado! También dije y creo que el lector medio de DC (Vertigo y Universo DC) es lo suficientemente sofisticado como para poder leer ambas versiones sin confundirse. | ” |

Milligan abandonaría Justice League Dark en el número 9 de la colección. La versión realista y ajada de John Constantine encontraría su final en el último número de Hellblazer, el número 300, escrito por Milligan y publicado en 2013. En la actualidad, la versión más moderna e infantilizada de John Constantine se encuentra plenamente integrada, como un super héroe más, en el Universo DC convencional, y forma parte del evento DC Comics: Rebirth, siendo protagonista de una de las colecciones de la línea, The Hellblazer (2016).

### Caracterización
A pesar de ser un humanista compasivo que lucha por superar la influencia del Cielo y del Infierno sobre la humanidad, y pese a sus ocasionales incursiones en el heroísmo, Constantine es un cínico deslenguado y desilusionado, que sigue una vida de hechicería y peligro. Se han atribuido sus motivaciones a una adicción a la adrenalina que únicamente lo extraño y misterioso puede saciar. También parece ser una especie de “imán para lo oculto”.
Constantine tiene un amplio círculo internacional de contactos y aliados, y es bastante apto en hacer amigos. Al mismo tiempo, sus amigos cercanos inevitablemente sufren (cuando no son directamente asesinados) por la simple razón de estar presentes en su vida, lo cual ha dejado una grave impronta en su carácter. En el número 69 de Hellblazer, el Rey de los Vampiros asesina a un hombre que dormía junto a Constantine, tras lo que le pregunta si era amigo suyo. John contesta, secamente: “Debe serlo. Está muerto”.
Constantine es pansexual. Si bien sus primeras historias solo le mostraban manteniendo relaciones sentimentales con mujeres, el arco argumental de Hellblazer Polvo y cenizas: En la Ciudad de los Ángeles reveló que, con anterioridad, también había seducido a hombres. Sus relaciones románticas en The New 52 han incluido numerosas conquistas, siendo la más importante Zatanna, así como el hechicero Nick Necro. Todas sus relaciones han acabado en desconfianza y desilusión mutua. La serie Constantine the Hellblazer (2015) reafirmó la pansexualidad de Constantine a través de su interacciones con personajes tanto masculinos como femeninos.
Constantine también tiene la reputación de ser uno de los hechiceros más poderosos del mundo. A pesar de ello, rara vez utiliza la magia. En lugar de ello, prefiere usar su astucia para engañar a sus oponentes. Constantine tiene el apodo “El Constante”, dado que todo su árbol genealógico está, de algún modo, conectado con lo oculto. Muchos de sus ancestros fueron hechiceros en distintas eras de la historia, y han tomado parte en muchos acontecimientos históricos. Algunos de ellos han participado en títulos distintos de Hellblazer, tales como Batman: The Order of Beasts, The Sandman y Los Libros de la Magia.
Si bien Constantine ha vestido gran multitud de atuendos con el paso de los años, en sus primeras apariciones casi siempre llevaba un traje azul rayado, una gabardina beige, y, en ocasiones, guantes. A medida que avanzó su serie, su atuendo característico se convirtió en una gabardina más sucia (o quizás la misma, más vieja), camisa blanca y corbata negra, aunque al final acabaría volviendo a su apariencia original. Constantine fuma cigarrillos Silk Cut, y consume alrededor de 30 al día. Constantine también rompe ocasionalmente la Cuarta Pared, hablando directamente al lector y narrando la historia él mismo.

### Envejecimiento real
Constantine es inusual entre los personajes de cómic en el sentido de que ha envejecido en tiempo real desde su creación. Durante el primer año de su serie en solitario, Constantine celebró su 35º aniversario. En el ejemplar correspondiente, Constantine está leyendo un periódico cuando se da cuenta de que la fecha de portada es su cumpleaños, lo que convierte el 10 de mayo de 1953 en su fecha de nacimiento. Cinco años más tarde, el 10 de mayo de 1993, cumplió los 40. En Hellblazer, se mencionó multitud de veces que el proceso de envejecimiento de Constantine puede ser distinto al habitual debido a la sangre de demonio que obtuvo de Nergal. En una entrevista de 2011, el coeditor de DC Dan DiDio dijo que "Constantine en el universo Vertigo es un sesentón, y lo que tienes en el Universo DC es un personaje mucho más joven".

## Biografía ficticia del personaje

### Juventud
En sus primeras apariciones en La Cosa del Pantano, el pasado de Constantine era un misterio. Su vida como un niño y joven adulto no fue desarrollada hasta la etapa de Jamie Delano en Hellblazer. John Constantine nació en Liverpool el 10 de mayo de 1953. Su madre, Mary Anne, murió dando a luz a John y su hermano gemelo no nato, dado que un aborto anterior (forzado por el padre de John, Thomas) había debilitado su útero. Dada su incapacidad para aceptar la responsabilidad por la muerte de su mujer, Thomas culpó a John y ambos crecieron con un profundo desagrado hacia el otro. Mientras estaba en el útero, John estranguló a su hermano gemelo con su propio cordón umbilical. En un universo paralelo, el gemelo sobrevive para convertirse en el querido y equilibrado mago que John nunca fue.
En su niñez, John y su hermana mayor Cheryl vivieron brevemente con sus tíos en Northampton para escapar del alcoholismo de su padre y subsiguiente encarcelamiento por robar la ropa interior de una vecina. Se volvieron a mudar a Liverpool cuando su padre salió de prisión. Los antepasados de John eran conocidos como los “magos hilarantes”, hechiceros legendarios con poder sobre la sincronicidad, conocidos por fanfarronear y engañar a los dioses. Este linaje llevaría más tarde a John Constantine a unirse a sus antepasados y practicar la magia. Uno de sus primeros actos mágicos, de niño, fue esconder toda su inocencia y vulnerabilidad infantil en una caja para librarse de ellas. Más tarde, en los años 60, un John adolescente escaparía de su casa, pero no antes de invocar una maldición mal hecha que causó que su padre se volviera marchito y frágil. John se asentaría en Londres en 1969, compartiendo habitación con Francis "Chas" Chandler, un joven que, desde entonces, se convertiría en el amigo más cercano (y más longevo) de John.
Durante los años 70, John se involucró con círculos ocultistas de Londres. Viajó a otros países y visitó San Francisco, donde conoció y empezó una relación con la hechicera Zatanna (in la continuidad de The New 52, sin embargo, ambos se conocieron en Nueva York). También se enamoró del punk rock. Tras ver a los Sex Pistols en el Roxy Club de Londres en 1977, John se dejó el pelo largo, se autodenominó Johnny Con-Job, y formó su propia banda, Mucous Membrane, cuyos miembros incluían a Chandler (como roadie), un batería llamado Beano y su paisano de Liverpool Gary Lester. Más tarde publicarían un álbum llamado La Venus de la venta agresiva. John actuaría como un famoso ilusionista en los años 80, y se haría famoso por predecir el intento de asesinato de Ronald Reagan.
La primera incursión de John en el “heroísmo” fue un desastre. De gira con Mucous Membrane en el Casa Nova Club de Newcastle upon Tyne, encontró los restos de una orgía mágica que había salido horriblemente mal: una niña maltratada, Astra, había invocado a un esquivo monstruo que se vengó de los adultos que la atormentaban, y el monstruo rechazaba irse. Con su típica temeridad, John convenció a algunos miembros de la banda, junto a varios amigos ocultistas, de intentar destruir a la criatura, mediante la invocación de un demonio. Desgraciadamente, el demonio no se sometió a su control y, después de destruir al monstruo, atormentó a los amigos de Constantine y se llevó a la niña al Infierno. John sufrió una crisis nerviosa tras este incidente, y fue internado en el Hospital Psiquiátrico de Ravenscar, de donde fue entrando y saliendo durante varios años.
La culpabilidad por el destino de Astra le atormentó durante muchos años, hasta que, con más de 40 años, utilizó su magia y su arte del engaño para liberar su alma y las de todos los niños atrapados en el Infierno. En cuanto al resto del “equipo de Newcastle”, el incidente dejó al grupo física y psicológicamente marcado. Tras ayudar a Sueño de los Eternos a recuperar su bolsa de arena, éste, a cambio, liberó a Constantine de sus pesadillas que le habían plagado desde el incidente.

### "Héroe" de lo oculto
John es más tarde liberado de Ravenscar por unos gánsteres londinenses, que le obligan a resucitar al hijo muerto de un jefe de la mafia bajo la amenaza de asesinar a la familia de su hermana. John organiza un grupo y consigue resucitar al niño. Años más tarde, John pudo persuadir al mismo grupo para que le ayudase en la investigación del culto de la Brujería. La secta asesinaría a la mayoría de ellos, incluyendo a la amante de John, Emma. Ellos, y otros que habían muerto gracias a la falta de cuidado de John, continuarían apareciéndosele como fantasmas silenciosos y llenos de reproches. Chas es el más prominente de los pocos amigos humanos que han sobrevivido a una asociación duradera con John.
John encontró a La Cosa del Pantano por primera vez en 1985, tras interesarse por la criatura. John actuaría como su protector, guía, y voz profética, incluso enseñándole a amplificar sus poderes. Ambos tendrían varias aventuras juntos: John presentó a la Cosa del Pantano al Parlamento de los Árboles, La Cosa utilizó el cuerpo de John para hacer el amor con su esposa, Abby Arcane, y engendrar a su hija, llamada Tefe, y para evitar que el Ejército de la Perdición invocara al Anti Cristo. Ambos mantienen una tensa pero fructífera amistad. Constantine incluso invitó a la Cosa del Pantano a su 40 aniversario, tras asegurarle que intentaría no molestarle de nuevo.
En 1991, con 38 años, John contrajo cáncer de pulmón terminal. Durante esta época, buscó la ayuda de un amigo moribundo, Brendan, que había vendido su alma al Primero de los Caídos, el señor más poderoso del Infierno. Cuando el Primero vino a recoger su alma, John le engañó para que bebiera agua sagrada, lo que le dejó sin poderes y evitó que recogiera el alma de su amigo a la hora convenida. Por esto, el Primero prometió hacer sufrir a John tormentos sin precedentes en el Infierno cuando muriera. Muriendo lentamente de cáncer, John ideó un plan para salvarse del tormento eterno. Secretamente vendió su alma a los otros dos Señores del Infierno. Cuando descubrieron las acciones de Constantine, se dieron cuenta de que no podían permitir su muerte, o estarían obligados a emprender una guerra abierta por su alma, una guerra que solo podía ganar “el Señor de las Huestes" (es decir, Dios y sus ángeles). Sin embargo, eran demasiado testarudos y orgullosos para entablar algo parecido a una alianza. Como resultado, tuvieron que curar a John de su cáncer. Esto llevó al Primero a planear una gran venganza contra Constantine, que manipuló al demonio por medio de su aliada Ellie, una súcubo, para caer en una trampa. El plan solo tuvo éxito a medias, y aunque el Primero fue temporalmente derrotado, muchos amigos de John fueron asesinados.
Constantine pasó a tener una serie de aventuras y desventuras haciendo el papel de marioneta y marionetista con su estilo característico y sarcasmo profano. Consiguió liberar a Astra y a todos los niños del Infierno, pero a coste de que el Primero volviese al poder. Así mismo, como parte de su plan, los peores atributos de John adquirieron una existencia separada como el “Constantine Demonio”. Ello implicó que John no pudiera ir al Infierno. Como parte de un intento de recuperar su lado más malévolo, utilizó a Ellie, lo que llevó a que ésta emprendiera un plan de venganza en 1998 que le forzó a acudir al Primero, pidiéndole ayuda. Ellie acabó en el Infierno y varios de los más antiguos amigos de John le abandonaron. John, cansado de todo ello, contactó con Dios, con el que consiguió conversar alrededor de una hoguera. Tras explicarle el motivo de su llamada, le chantajeó advirtiéndole de que, si su alma fuera enviada al Infierno, se recuperaría rápidamente, y emprendería una serie de actuaciones abominables, tales como liberar a todos los demonios y cerrar el Infierno, para que los condenados no pudieran entrar y en consecuencia no tuvieran un lugar de descanso. Dios accedió a la petición de John, y le advirtió de las penalidades que le esperaban en el futuro

### sigloXXI
De regreso a Gran Bretaña en 2003, y tras reconciliarse con su hermana (que le creía muerto), se involucró en una guerra mágica en Londres y se horrorizó al encontrar a su sobrina Gemma, a quien quería mantener apartada de esa vida, convertida en una bruja. Pronto acabó organizando un contraataque contra una criatura conocida como el Perro Sombra, tras ser advertido de su llegada y creyendo que era una entidad que llevaba consigo la muerte y la locura. En realidad, el Perro era el guardián del verdadero enemigo, la Bestia, que manipuló a John para que le diera acceso libre a la humanidad. En el proceso, John perdió la memoria, quedando vulnerable frente a las maquinaciones del demonio Rosacarnis. Para recuperar sus recuerdos, tuvo que pasar un día a su servicio, durante el cual ella le obligó a engendrar tres hijos demoniacos, que empezaron a masacrar a cualquiera que conociera a Constantine, desde amigos hasta enemigos y gente que solo le habían conocido brevemente. Entre ellos estaba su hermana Cheryl, dado que uno de sus hijos había acentuado el fanatismo religioso de su marido Tony para hacerle creer que su esposa era una bruja, y en consecuencia una persona que merecía ser asesinada.
El asesinato obligó a Constantine a emprender un viaje por el Infierno con la esperanza de recuperar el alma de su hermana. En esta tarea le acompañó Nergal, el demonio a quien creía haber matado al enviarle a la frontera del Cielo. Durante su estancia en el Infierno, John y Nergal encontraron al Constantine demoniaco, que intentó asesinar al original. John se vio obligado a dejar que Nergal entrase en su cuerpo para vencerle. Más tarde, también se encontraron con Ellie, que parecía haber perdonado a John por venderla al Primero de los Caídos, si bien no parecía haber sido sometida a ningún tipo de tortura o castigo. La pareja finalmente llegó a la morada de Rosacarnis, donde tenía lugar un festín con los tres hijos de Constantine, el Primero de los Caídos, y muchos demonios del Infierno. Debido a la anterior posesión de su cuerpo por parte de Nergal, cualquier daño hecho a John se reflejaría en el demonio. Sin embargo, Nergal se dio cuenta del engaño, mostrando que el efecto era recíproco al arañarse ligeramente el pecho. John imploró a Rosacarnis que le matara para salvar a su hermana, pero justo cuando estaba a punto de hacerlo, el Primero de los Caídos intervino e inmediatamente asesinó a Rosacarnis, ya que el alma de Constantine era suya por “derecho de insulto” y solo podía ser tomada cuando él lo viera conveniente. El Primero también asesinó a los dos hijos de Rosacarnis, pero perdonó la vida de su hija, que había tenido problemas de identidad y tenía dudas sobre si quería seguir existiendo.
Tras esto, el Primero ordenó a Nergal que liberara el alma que retenía. El alma de Cheryl era pura e inocente y no pertenecía al infierno, pero el Primero le ofreció un trato endemoniado: tras informarle de que su marido, el cuñado de Constantine Tony, se había suicidado con su sangre todavía en sus manos, convirtiéndole en doblemente maldito, le ofreció dividir el castigo de su marido entre los dos si permanecía en el Infierno por su propia voluntad. Constantine intentó en vano convencerla de que Tony la había asesinado y no se merecía clemencia. A pesar de ello, Cheryl todavía amaba lo suficiente a su marido para aceptar el trato del Primero, y decidió quedarse. Constantine no pudo hacer nada mientras el Primero, disfrutando de su victoria, le envió de vuelta a casa. Incapaz de mirar a los ojos llenos de lágrimas de su sobrina Gemma, Constantine salió descalzo de la casa de su hermana para desvanecerse en la noche de Liverpool.

## Poderes y habilidades
A diferencia de otros magos del mundo del cómic, Constantine rara vez utiliza hechizos mágicos; a menos que se encuentre en combate. La mayoría de los desafíos que enfrenta los supera haciendo uso de su astucia, su vasto conocimiento de las ciencias ocultas, la manipulación de sus aliados y enemigos y una extensa lista de contactos.
La sangre de Constantine está contaminada; primero por una transfusión de sangre del demonio Nergal y luego por mantener relaciones sexuales con una súcubo. Ésta también ha demostrado tener propiedades curativas y le sirvió como mecanismo de defensa cuando fue atacado por el rey de los vampiros.
En general Constantine evita los combates físicos contra sus enemigos y solo gana estos con armas mágicas o juego sucio. Constantine también exhibe un dominio considerable de la hipnosis, la prestidigitación y el escapismo.

## Continuidad enNew 52
A raíz de los cambios presentados en la editorial DC Comics y la reestructuración de los personajes del Universo DC y algunos de los personajes que alguna vez se publicaron bajo el sello DC y pasaron por algún tiempo al Sello fililal Vértigo, John Constantine y un puñado de personajes que fueron publicados por Vértigo volvieron después de mucho tiempo a la casa matriz del Universo DC para comenzar nuevas historias en la continuidad tras el evento conocido como ''Flashpoint'', en el cual se fusionaron los universos WildStorm, Vértigo, y el Universo DC, lo cual significó cambios en el personaje, como por ejemplo el cambio del color del cabello, y que ahora forma parte del equipo conocido como Liga de la Justicia Oscura, que actualmente lidera. Aparte de eso, posee una nueva serie, que reemplazó a la serie Hellblazer en Vértigo, y que bajo el amparo de DC se conoce ahora como ''Constantine''.

## Otras versiones
El personaje de Jack Carter de la serie limitada Planetary es muy similar a John Constantine.

## Apariciones especiales
También es de uso frecuente en la mayoría de los eventos mágicos de la DC; por mencionar algunos, aparece en capítulo n.º 3 de The Sandman ayudando a Sueño el Eterno a recuperar su bolsa con arena de las manos de una antigua amante de este; y luego ayudando a Timothy Hunter protagonista de Los libros de la magia, en el Libro II: Mundo de Sombras, en el cual John Constantine le enseña como es la magia en el presente. Curiosamente en ambos casos ha sido introducido en estas historias por el afamado escritor Neil Gaiman. Además, hace una aparición especial en la serie de DC "Arrow", donde devuelve un favor al protagonista, Oliver Queen.

## En otros medios

### Cine
- John Constantine fue interpretado por Keanu Reeves en la película de 2005, Constantine. La cinta hace uso de algunos elementos del título Hábitos Peligrosos, escrito por Garth Ennis.
- Constantine aparece en la película animada Justice League Dark, con Matt Ryan retomando su papel de Arrowverso.[29][30]
- Constantine reaparece en la película Constantine: City of Demons, una secuela de Justice League Dark. Esta película presenta a Constantine mientras se propone curar a la hija de Chas, Trish, de un misterioso coma sobrenatural.[31]
- Constantine aparece en la película animada Justice League Dark: Apokolips War, nuevamente con la voz de Matt Ryan, como uno de los protagonistas y miembros sobrevivientes de la Liga de la Justicia después de que Darkseid diezme a la Liga de la Justicia de la Tierra.
- En el 2024 Constantine aparece en las películas animadas Justice League: Crisis on Infinite Earths Part 1,  Justice League: Crisis on Infinite Earths Part 2 y Justice League: Crisis on Infinite Earths Part 3 con la voz de Matt Ryan.

### Televisión

#### Animación
- Constantine aparece en Justice League Action, con la voz de Damian O'Hare[32] mientras que Paula Rhodes expresa la forma de su hijo. A diferencia de su encarnación de cómics, Constantine es un miembro de pleno derecho de la Liga de la Justicia. Aparece en "Abate and Switch" donde ayuda a Batman a salvar a Superman y Wonder Woman después de que sus poderes fueron desactivados temporalmente por los restantes Hermanos Djinn Abnegazar, Rath y Nyorlath. Durante este tiempo, John Constantine accidentalmente lanzó un hechizo de acento británico sobre sí mismo haciendo que Batman lo tradujera. Batman puede entenderlo, gracias a su intelecto de nivel de genio y su vida como Bruce Wayne con Alfred. Más tarde se une a la batalla con los tres miembros de Hermanos Djinn y Black Adam. Después de que los cuatro villanos fueron derrotados por Shazam y la Liga de la Justicia, John Constantine envió a los cuatro villanos a través de un portal a un lugar desconocido del cual Batman no pudo obtener la traducción de John Constantine. En el episodio "Zombie King", se muestra a John Constantine luchando contra Brother Night en el momento en que Zatanna se dirige a ayudar a Batman y Swamp Thing a luchar contra Solomon Grundy. En el episodio "Truco o amenaza", Klarion, el niño brujo, convierte a John Constantine, Batman, Doctor Fate y Zatanna en niños para atraerlos a la Casa del Misterio y robar el Casco del Destino. En el episodio "Supernatural Adventures in Babysitting", John Constantine es llamado por Batman para que lo ayude, y Stargirl lucha contra Klarion, el niño brujo, cuando pone sus manos en Magdalene Grimore en el momento en que Stargirl (quien lo confunde con una persona sin hogar) cuidaba al hijo del profesor Anderson, Timmy. Cuando la Magdalena Grimore es reclamada y Klarion, el niño brujo es derrotado, John Constantine toma posesión de la Magdalena Grimore. Él es visto como un invitado a la fiesta de Navidad de Green Arrow en el episodio "Animal Party", pero no tiene líneas.
- John Constantine aparece en el episodio de Harley Quinn, "It's a Swamp Thing", con la voz de Matt Ryan.

#### Arrowverso
- Se desarrolló una serie de televisión Constantine de acción en vivo para NBC con Daniel Cerone y David S. Goyer escribiendo y ejecutando la serie.[33][34] El actor galés Matt Ryan fue elegido para el papel principal, para el cual adoptó el cabello rubio de Constantine. El programa, que duró trece episodios antes de la cancelación, siguió los viajes de John a través de América junto a su amigo Chas y una joven llamada Zed que está siendo perseguido por un demonio. En el camino, resuelve misterios sobrenaturales, vence a los demonios y se enfrenta a ángeles oficiosos enviados para vigilarlo. A pesar de la reacción positiva de los fanáticos, las bajas calificaciones hicieron que el espectáculo no se renovara. La decisión de no explorar la bisexualidad de Constantine en el programa causó cierta consternación con los fanáticos, aunque el personaje continuó siendo representado como bisexual en los cómics.[35]
- Luego de la cancelación de Constantine, se emitió un episodio cruzado con la serie de televisión Arrow de The CW, con Matt Ryan retomando su papel de John Constantine en el episodio "Haunted" como estrella invitada. En flashbacks, conoce a Oliver Queen en la isla Lian Yu, donde le presenta magia a Oliver y le da un tatuaje para su protección mágica después de que Oliver salva su vida. En la narrativa actual, cinco años después, Oliver le pide un favor a John, quien lo ayuda a restaurar el alma de su amiga Sara Lance después de que ella fuera resucitada por el Lázaro Pit. Las aventuras fuera de pantalla de Constantine se mencionan posteriormente en los episodios "Taken" y "Génesis", incluido el anuncio de Oliver de que Constantine está en el infierno..[36]
- Matt Ryan retoma su papel en la tercera temporada de Legends of Tomorrow en una capacidad recurrente. A bordo del Waverider, John Constantine solicita la ayuda de Sara Lance para realizar un exorcismo a una joven poseída por lo que resulta ser Mallus, el actual adversario demoníaco de las Leyendas, y ofrece a las Leyendas consejos sobre cómo podrían vencer a su enemigo. La bisexualidad de Constantine se reconoce en el episodio "Daddy Darhkest" cuando coquetea con Leo Snart / Captain Cold y se acuesta con Sara Lance. El episodio "Necromancing the Stone" ve a Constantine besar espontáneamente al Agente del Tiempo Gary Green. En la temporada 4, Constantine se unió a las Leyendas con Ryan como una serie regular.[37][38] También estuvo en dos episodios de la extravagancia cruzada de cinco noches "Crisis on Infinite Earths" en el que intentó ayudar a Mia Smoak a resucitar a Oliver Queen, pero solo terminó recuperando su cuerpo debido a que no pudo recuperar su alma debido a la ola de antimateria que provocó que los pilares de la magia se derrumbaran. Como resultado, toma a Mia y John Diggle a la Tierra-666, donde se revela que es amigo de Lucifer Morningstar, también conocido como el Diablo, quien lo ayuda a viajar al Purgatorio para rescatar el alma de Oliver. En el Purgatorio, su amistad con Jim Corrigan, también conocido como el Espectro, también se revela cuando El fantasma de Corrigan aparece y le pasa sus poderes a Oliver, encargándole la tarea de salvar el Multiverso y evitando que regrese.

### Videojuegos
- THQ lanzó una película de videojuegos relacionada con la película titulada Constantine, con la voz de Dave Fouquette.
- Un análogo del personaje apareció en The Golden Dawn, un libro de Call of Cthulu RPG de John Tynes, John T. Snyder, Garrie Hall y Alan Smithee. Los autores recomendaron Hellblazer en el libro.
- John Constantine también apareció en el MMORPG DC Universe Online, con la voz de Shannon McCormick.[39] En el lado de los héroes, reside en la Guarnición de héroes en las Tierras baldías de Gotham. Se debe hablar con él para las misiones diarias de Wrath, mientras que en el lado de los villanos es un jefe al azar en el dúo de la Catedral para los villanos.[40]
- En Batman: Arkham Knight, hay un frente de oficina para John Constantine en Founder's Island.
- En Injustice 2, se hace referencia a John Constantine en la arcada del Doctor Fate que termina como guardia del Casco de Fate. Su hija Rose también se presenta en este final por primera vez, y ella resucita a la fallecida esposa de Fate, Inza. Constantine se estableció originalmente para aparecer como un personaje jugable, pero se eliminó del juego por razones desconocidas.[41]
- John Constantine aparece como un personaje jugable en el paquete de contenido descargable Dark League Dark en Lego DC Super-Villains.

## Premios obtenidos
- 1986 Premio Águila a personaje secundario favorito.
- 1987 Premio Águila a personaje secundario favorito.
- 2005 Nombrado el tercer mejor personaje de cómic por la revista Empire.[42]